# Sylvicola zetterstedti
Sylvicola zetterstedti is een muggensoort uit de familie van de venstermuggen (Anisopodidae). De wetenschappelijke naam van de soort is voor het eerst geldig gepubliceerd in 1923 door Edwards.